# Großsteingrab Blåkærgård 3
Das Großsteingrab Blåkærgård 3 war eine megalithische Grabanlage der jungsteinzeitlichen Nordgruppe der Trichterbecherkultur im Kirchspiel Uggeløse in der dänischen Kommune Allerød. Es wurde 1786 archäologisch untersucht und im 19. Jahrhundert zerstört.

## Lage
Das Grab lag südlich des Mølleåens Golf Klub etwas südlich vom Südende des Blåkærvej, kurz vor dessen Einmündung in den Ganløsevej. In der näheren Umgebung gibt bzw. gab es zahlreiche weitere megalithische Grabanlagen.

## Forschungsgeschichte
Am 2. November 1786 führte der Pastor H. F. Pram eine Ausgrabung durch, die keine Funde erbrachte. Laut einem Brief von Pastor Bondersen aus Lynge war das Grab im Jahr 1820 schon stark zerstört. Im Jahr 1890 führten Mitarbeiter des Dänischen Nationalmuseums eine Dokumentation der Fundstelle durch. Zu dieser Zeit waren keine baulichen Überreste mehr auszumachen.

## Beschreibung
Die Anlage besaß eine Hügelschüttung unbekannter Form und Größe. Über eine mögliche steinerne Umfassung ist nichts bekannt. Die Grabkammer war nord-südlich orientiert und ist als Ganggrab anzusprechen. Sie hatte eine Länge von 2,5 m, eine Breite von 1,9 m und eine Höhe von 2,2 m. Die Kammer bestand aus sechs Wandsteinen, deren flache Seiten nach innen wiesen, sowie aus zwei Decksteinen. In den Lücken zwischen den Wandsteinen wurde Trockenmauerwerk aus kleinen, glatten Feuersteinen festgestellt. Der Kammerboden war mit weißem Sand bestreut. An der östlichen Langseite war der Kammer ein Gang vorgelagert, der aus mehreren großen Steinen bestand und 1786 mit Steinen, Erde und Kies verfüllt war.